# Давид III (католикос)
Давид III — 25-й глава алуанского католикосата Армянской апостольской церкви, пробыл на должности 9 лет, сменив прошлого католикоса Давид II.
Моисей Каганкатваци пишет о нём: «из епископии Мец Куенка. Он продал неверным [села] Дастакерт и Саhманахач». У Киракоса Гандзакеци он продал «неверным» Дастакерт и Сахманахач, вероятно сёла.